# Šarlot Karden
Šarlot Karden-Gojer (fr. Charlotte Cardin-Goyer; Montreal, 9. novembar 1994) kanadska je pop, elektro i džez kantautorka iz Kebeka. Karden je počela svoju karijeru kao manekenka, s 15 godina; tada se pojavila u brojnim reklamnim kampanjama, uključujući onu za Barilu.